# 13147 Foglia
13147 Foglia è un asteroide della fascia principale. Scoperto nel 1995, presenta un'orbita caratterizzata da un semiasse maggiore pari a 2,9429017 UA e da un'eccentricità di 0,0385057, inclinata di 2,83737° rispetto all'eclittica.
L'asteroide è dedicato all'astronomo amatoriale italiano Sergio Foglia.